# Grand Charleroi
Ne pas confondre avec Charleroi, la commune issue de la fusion de 1977.
Pour les articles homonymes, voir Charleroi (homonymie).
1942–1944
Le Grand Charleroi est, de septembre 1942 à septembre 1944, une entité regroupant 31 communes du Pays Noir créée pour répondre aux visions administratives des autorités allemandes d'occupation en Belgique lors de la Seconde Guerre mondiale.

## Suppression des Conseils communaux
En avril 1941, dans le but d'introduire au sein de l'administration belge son Führerprinzip, l'occupant allemand supprime les conseils communaux et par là même la démocratie locale. Un arrêté du Secrétaire général Gérard Romsée en date du 28 mai 1941, transfert les attributions des conseils communaux aux collèges des bourgmestres et échevins. À Charleroi, Prosper Teughels, rexiste, est désigné bourgmestre.

## LeGrand Charleroi
Le 15 juillet 1942, un arrêté de Romsée met en place sept grandes communes : Anvers, Bruges, Bruxelles, Charleroi, Gand, La Louvière et Liège. L'objectif est d'écarter des échevins douteux quant à leur loyauté envers l'occupant, de centraliser davantage la police communale et de nommer de nouveaux commissaires de polices plus fiables,.
Le « Grand Charleroi » est créé officiellement le 1er septembre 1942.

### Districts

Carte du Grand Charleroi avec la subdivision en six districts et l'indication approximative des emprises,.

Divisé en six districts, le Grand Charleroi se décomposait ainsi :
- District I ou de Charleroi avec les territoires de Charleroi, Couillet, Dampremy, Gilly, Jamioulx, Lodelinsart, Loverval, Marcinelle, Montignies-sur-Sambre, Mont-sur-Marchienne et des emprises[c] sur les communes d'Acoz, Gerpinnes, Ham-sur-Heure, Fleurus, Joncret, Marbaix-la-Tour et Nalinnes
- District II ou de Châtelet comprenant Bouffioulx, Châtelet, Châtelineau, Farciennes, Pironchamps, Pont-de-Loup
- District III ou de Jumet comprenant Gosselies, Jumet, Ransart et l'emprise sur la commune d'Heppignies
- District IV ou de Courcelles comprenant Courcelles, Roux, Souvret, Trazegnies
- District V ou de Fontaine-l'Évêque comprenant Fontaine-l'Évêque, Forchies-la-Marche et Leernes
- District VI ou de Marchienne-au-Pont comprenant Goutroux, Landelies, Marchienne-au-Pont, Monceau-sur-Sambre, Montigny-le-Tilleul et l'emprise sur la commune de Gozée

L'ensemble regroupe 31 communes et les parties de territoire de 9 autres, ce qui représente environ 23 000 hectares et 340 000 habitants.

### Le Collège communal
Le Collège, constitué par arrêté le 28 août 1942, est composé du bourgmestre, Prosper Teughels et de huit échevins, à savoir Désiré Grevesse, Paul Sarlet, Antoine Dujacquier, Edgard Leflot, Oswald Englebin, Denis Georges, Raymond Tournemenne et Charles Desclin. Le secrétaire communal, Alfred Michotte, garde ses fonctions.
À l'exception de Teughels, élu sur la liste rexiste lors des élections communales du 16 octobre 1938, aucun membre du Collège n'avait siégé à Charleroi. Cependant, trois d'entre eux avaient été précédemment conseillers communaux dans d'autres communes, à savoir Paul Sarlet à Marchienne-au-Pont, Jean Ligot à Gosselies où il avait été également échevin en 1939 et Raymond Tournemenne à Jamioulx. Oswald Englebin avait occupé le poste de bourgmestre à Trazegnies le 10 octobre 1941. Seul Teughels était inscrit à Rex avant guerre.
Après l'assassinat de Prosper Teughels, Oswald Englebin est nommé bourgmestre en janvier 1943 et Henri Merlot vient compléter l'équipe le 5 février 1943. Jean Jacquemin remplace Alfred Michotte comme secrétaire communal début 1943. En mars 1943, Edgard Leflot est démis de ses fonctions pour négligence grave.

## Bourgmestres du Grand Charleroi
- 28 août 1942 - 19 novembre 1942 : Prosper Teughels (Rex)
- 6 janvier 1943 - 17 août 1944 :  Oswald Englebin (Rex)